# Creagrutus varii
Creagrutus varii es una especie de pez de la familia Characidae en el orden de los Characiformes.

## Morfología
Los machos pueden llegar alcanzar los 4,2 cm de longitud total.
- Número de  vértebras: 37-38.[1]

## Hábitat
Vive zonas de clima tropical.

## Distribución geográfica
Se encuentran en Sudamérica:  cuenca del río Paranaiba (Brasil ).